# Rube and Mandy at Coney Island
Rube and Mandy at Coney Island je americký němý film z roku 1903. Režisérem je Edwin S. Porter (1870–1941). Film měl premiéru 15. srpna 1903.

## Děj
Film zachycuje Rubeho a Mandy, jak v lunaparku na newyorském ostrově Coney Island absolvují různé atrakce.